# Розін Мойсей Якович
Розін Мойсей Якович (нар. 18 серпня 1932, Одеса — пом. 19 липня 2015, Харків) ― український актор, режисер, педагог зі сценічного руху і фехтування, Заслужений діяч мистецтв Бурятської АРСР (1975), доцент (1985), професор (1992), Відмінник освіти України (2002), Заслужений діяч мистецтв України (2009). Член Національної спілки театральних діячів України (1966). Батько українського актора театру, кіно та дубляжу Івана Розіна.

## Біографія
Мойсей Якович Розін народився 18 серпня 1932 року в Одесі. У 1956 році з відзнакою закінчив Харківський державний педагогічний інститут ім. Г. Сковороди, отримав спеціальність викладача фізичного виховання, анатомії і фізіології людини у середній школі. Від 1955 року працював викладачем фізичного виховання, інструктором фізкультури в медичному та авіаційному інститутах, механіко-технологічному технікумі, на стадіоні «Піонер», у СШ Харкова № 29, № 100.
У 1960 році закінчив дворічну театральну студію при Харківському театрі російської драми ім. О. С. Пушкіна під керівництвом головного режисера театру О. Б. Скібневського. У 1962 році закінчив дворічний вечірній Харківський університет марксизму-ленінізму, навчався на відділенні міжнародних відносин і зовнішньої політики СРСР. Протягом 1962—1965 років навчався в аспірантурі при Ленінградському державному інституті театру, музики та кінематографії (кафедра сценічного руху, кл. І. Е. Коха).
У 1965 році виїхав до Владивостока, де працював у Далекосхідному інституті мистецтв, заснував і очолив першу в СРСР кафедру сценічного руху, фізичного виховання та спорту.
1975 року повернувся до Харкова, працював інструктором Комітету з фізичної культури і спорту міськвиконкому, викладачем у школах міста, актором народного театру Будинку офіцерів.
Упродовж 1975—1999 років викладав на кафедрах оперної підготовки, сольного співу, майстерності актора, режисури, театру ляльок Харківського державного інституту мистецтв ім. І. П. Котляревського. Водночас, у 1978—1979 роках працював у Харківській хореографічній дитячій школі, три сезони працював у Харківському драматичному театрі ім. Т. Г. Шевченка, займаючись постановкою сцен.
Від 1999 року викладав у Харківській державній академії культури. Працював на кафедрах естрадного співу, академічного та народного хору, народного танцю та майстерності актора. Викладав пластичні навчальні дисципліни: «Ритміку», «Основи сценічного руху», «Сценічне фехтування» та факультативно «Фізичну культуру» (спецкурс ― театральна фізкультура).
Окрім педагогічної діяльності Мойсей Якович як режисер із пластики від 1966 року займався постановчою діяльністю в багатьох професійних театрах (драматичних, лялькових, оперети) не лише Харкова, але й багатьох інших міст України — Києва, Сум, Полтави, Кіровограду, Севастополя, Сімферополя, Дніпропетровська, Луганська. Він брав участь у постановчій роботі більш ніж 70 вистав. У тандемі з режисерами (І. О. Борисом, А. Я. Літком, О. С. Барсегяном, В. Аносовим) Мойсей Якович поставив «Ричарда ІІІ», «На всякого мудреця достатньо простоти», «Маленького шарманщика», «За двома зайцями», «Макбета», «Короля Ліра», «Дон-Хіля — зелені штани», «Маленького принца» та багато інших вистав.
Знімався у кінофільмах «Діти сонця» (1956, фільм-спектакль, озвучення), «Як гартувалася сталь» (1973), «Таємниці Мукама» (1973).
Харківський митець нагороджений нагрудним знаком «Відмінник освіти України» (2002), за особистий внесок у розвиток українського мистецтва та підготовку мистецьких кадрів отримав державне звання «Заслужений діяч мистецтва України» (2009). Крім того, нагороджений медаллю «Ветеран труда», орденом «Святого Станіслава» (2007).

## Основні праці
- Методика навчання в галузі виховання основ пластичної культури «тілесного апарату втілення» актора й режисера як модель алгоритму навчання будь-якої професії, де є практична необхідність оволодіння технікою // Інформаційно-культурологічна та мистецька освіта: стан і перспективи: матеріали міжнар. наук. конф., 12–13 жовт. / Харків. держ. акад. культури. Харків, 2004. — С. 110—112.

- Основы сценического движения: учеб.-метод. пособие / М. Я. Розин ; Харьк. гос. акад. культуры. — Харьков: ХГАК, 2004. — 93 с.
- Ритмика (Музыкально-ритмическое воспитание): учеб.-метод. пособие / М. Я. Розин ; Харьк. гос. акад. культуры. — Харьков: ХГАК, 2004. — 75 с.
- Сценическое фехтование (Искусство сценического боя на историческом холодном оружии): учеб.-практ. пособие / М. Я. Розин ; М-во культуры и искусств Украины, Харьк. гос. акад. культуры. — Харьков: ХГАК, 2004. — 69 с.
- Болонський процес і освіта в галузі сценічного мистецтва // Інформаційно-культурологічна та мистецька освіта (консенсус, партнерство, стандарти) в контексті Болонського процесу: матеріали наук.-практ. конф., 13–14 груд. 2005 р. / Харків. держ. акад. культури. ― Харків, 2005. ― С. 11–14.